# Megamix (Corona)
Megamix è un singolo di Corona, pubblicato nel 1996.
La canzone, prodotta da Lee Marrow, era appunto un megamix di tutti i precedenti singoli: The Rhythm of the Night, Baby Baby, Try Me Out e I Don't Wanna Be a Star

## Tracce
CD-Maxi (ZYX 8402-8)
1. Megamix (Radio Version) - 4:10
2. Megamix (Long Version) - 7:18
3. Megamix (Official Bootleg Mix) - 6:52
4. Get Up and Boogie (Long Edit) - 5:15

## Classifiche
| Classifica (1996) | Posizione raggiunta |
| ----------------- | ------------------- |
| Italia            | 20                  |
| Regno Unito       | 36                  |
| Francia           | 40                  |
| Svezia            | 43                  |